# 4089 Ґалбрайт
4089 Ґалбрайт (4089 Galbraith) — астероїд головного поясу, відкритий 2 травня 1986 року.
Тіссеранів параметр щодо Юпітера — 3,665.